# Criniger chloronotus
Criniger chloronotus е вид птица от семейство Pycnonotidae.

## Разпространение
Видът е разпространен в Ангола, Камерун, Централноафриканската република, Република Конго, Демократична република Конго, Екваториална Гвинея, Габон, Нигерия и Уганда.